# Літл-Флок
Літл-Флок (англ. Little Flock) — місто (англ. city) в США, в окрузі Бентон штату Арканзас. Населення — 3055 осіб (2020).

## Географія
Літл-Флок розташований на висоті 364 метра над рівнем моря за координатами 36°23′10″ пн. ш. 94°8′12″ зх. д. / 36.38611° пн. ш. 94.13667° зх. д. (36.386245, -94.136766).  За даними Бюро перепису населення США в 2010 році місто мало площу 19,31 км², з яких 19,30 км² — суходіл та 0,01 км² — водойми.

## Демографія
Згідно з переписом 2010 року, у місті мешкало 2585 осіб у 1126 домогосподарствах у складі 648 родин. Густота населення становила 134 особи/км².  Було 1378 помешкань (71/км²). 
Расовий склад населення:
| - 80,2 % — білих - 4,3 % — азіатів - 2,5 % — чорних або афроамериканців - 1,9 % — корінних американців - 0,3 % — вихідців з тихоокеанських островів - 7,4 % — осіб інших рас |

До двох чи більше рас належало 3,5 %. Іспаномовні складали 12,3 % від усіх жителів.
За віковим діапазоном населення розподілялося таким чином: 22,7 % — особи молодші 18 років, 67,9 % — особи у віці 18—64 років, 9,4 % — особи у віці 65 років та старші. Медіана віку мешканця становила 32,8 року. На 100 осіб жіночої статі у місті припадало 111,7 чоловіків;  на 100 жінок у віці від 18 років та старших — 113,1 чоловіків також старших 18 років.
Середній дохід на одне домашнє господарство  становив 74 522 долари США (медіана — 44 931), а середній дохід на одну сім'ю — 86 308 доларів (медіана — 69 948). Медіана доходів становила 56 250 доларів для чоловіків та 35 455 доларів для жінок. За межею бідності перебувало 15,9 % осіб, у тому числі 28,2 % дітей у віці до 18 років та 2,3 % осіб у віці 65 років та старших.
Цивільне працевлаштоване населення становило 1538 осіб. Основні галузі зайнятості: роздрібна торгівля — 27,6 %, освіта, охорона здоров'я та соціальна допомога — 19,4 %, науковці, спеціалісти, менеджери — 15,3 %.
За даними перепису населення 2000 року в Літл-Флоку проживало 2585 осіб, 685 сімей, налічувалося 1016 домашніх господарств і 1083 житлових будинки. Середня густота населення становила близько 132 осіб на один квадратний кілометр. Расовий склад Літл-Флока за даними перепису розподілився таким чином: 83,21 % білих, 0,89 % — чорних або афроамериканців, 1,70 % — корінних американців, 5,65 % — азіатів, 0,43 % — вихідців з тихоокеанських островів, 2,24 % — представників змішаних рас, 5,88 % — інших народів. Іспаномовні склали 15,98 % від усіх жителів міста.
З 1016 домашніх господарств в 37,3 % — виховували дітей віком до 18 років, 54,7 % представляли собою подружні пари, які спільно проживали, в 9,1 % сімей жінки проживали без чоловіків, 32,5 % не мали сімей. 26,9 % від загального числа сімей на момент перепису жили самостійно, при цьому 3,4 % склали самотні літні люди у віці 65 років та старше. Середній розмір домашнього господарства склав 2,52 особи, а середній розмір родини — 3,06 особи.
Населення міста за віковою діапазону за даними перепису 2000 розподілилося таким чином: 27,7 % — жителі молодше 18 років, 16,3 % — між 18 і 24 роками, 33,2 % — від 25 до 44 років, 16,5 % — від 45 до 64 років і 6,4 % — у віці 65 років та старше. Середній вік мешканця склав 28 років. На кожні 100 жінок в Літл-Флоку припадало 109,3 чоловіків, у віці від 18 років та старше — 107,1 чоловіків також старше 18 років.
Середній дохід на одне домашнє господарство в місті склав 32 768 доларів США, а середній дохід на одну сім'ю — 38 456 доларів. При цьому чоловіки мали середній дохід в 28 661 долар США на рік проти 21 708 доларів середньорічного доходу у жінок. Дохід на душу населення в місті склав 16 447 доларів на рік. 10,2 % від усього числа сімей в окрузі і 13,1 % від усієї чисельності населення перебувало на момент перепису населення за межею бідності, при цьому 17,4 % з них були молодші 18 років і 3,4 % — у віці 65 років та старше.